# STU-II

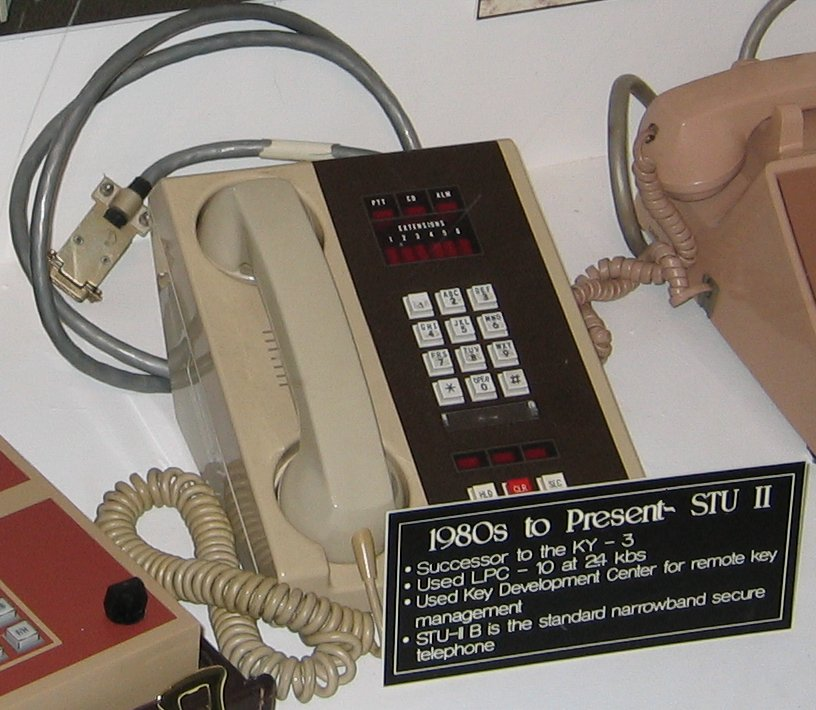
STU-II Tischeinheit. Die Elektronik war in einem extra Schrank untergebracht.

Das STU-II war ein durch die National Security Agency entwickeltes Telefon für sichere Gespräche. Es bietet bis zu sechs Benutzern die Möglichkeit der verschlüsselten Kommunikation via Time-Sharing. Das Telefon wurde von ITT Defense Communications, Nutley, New Jersey hergestellt. Ein OEM-Partner war die Firma Northern Telecom.
Nach Informationen aus dem National Cryptologic Museum der NSA aus dem Jahr 2005 ist das Telefon seit den 1980er Jahren bis heute im Einsatz. Es benutzt den Linear-Predictive-Coding-Algorithmus LPC-10 mit 2,4 kBit/s um Sprache zu digitalisieren und das Key Distribution Center (KDC) für das Key Management. Die NSA gab ebenso bekannt, dass das STU-II B das Standardtelefon für sichere Schmalband-Gespräche ist.
Das STU-II ersetzte die Telefone STU-I, KY-3 und Navajo I. Letztgenanntes war ein sicheres Telefon in einem Aktenkoffer, von welchem 110 Einheiten in den 1980er Jahren für die Benutzung durch hochrangige Regierungsvertreter gebaut wurden. Das Navaho I nutzte auch LPC-10.
Insgesamt wurden einige 10 000 STU-II produziert.

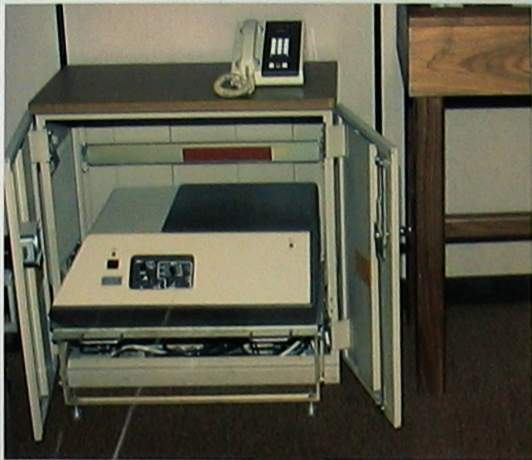
STU-II Schrank mit einer Tischeinheit auf der Oberseite.